# Dee Hartford
Dee Hartford (nacida como Donna Higgins; 21 de abril de 1928-21 de octubre de 2018) fue una actriz de televisión estadounidense. Estuvo casada con Howard Hawks de 1953 a 1959. Su hermana era la actriz Eden Hartford; su antiguo cuñado era el cómico Groucho Marx.

## Primeros años
Nacida en Salt Lake City, Utah, Hartford es hija de Edgar Higgins y Beatrice Higgins (de soltera Thomas). Estudió en el East High School de Salt Lake City y en el LDS Business College antes de convertirse en modelo.

## Carrera
Hartford alcanzó la fama a finales de la década de 1940 como modelo de Vogue.
Su debut en la pantalla fue en A Girl in Every Port (1952), dirigida por Chester Erskine. En 1964-65, hizo tres apariciones como invitada en Perry Mason; como Leslie Ross en "The Case of the Accosted Accountant", como Lois Gray en "The Case of the Missing Button", e interpretó a Rhonda Coleridge en "The Case of the Baffling Bug".[cita requerida] En 1964, también apareció en "The Bewitchin' Pool" (el último episodio original de The Twilight Zone que se emitió, pero no el último que se rodó).
Hartford también actuó como estrella invitada en Gunsmoke, Burke's Law, The Outer Limits, The Alfred Hitchcock Hour, The Cara Williams Show, Batman (dos episodios), Time Tunnel, Land of the Giants y Lost in Space (tres episodios). Apareció como la androide Verda en el episodio de 1966 de Lost in Space "The Android Machine" y en una secuela, "Revolt of the Androids". También apareció en un tercer episodio de Lost in Space como Nancy Pi Squared en el episodio "Space Beauty" sobre un concurso de belleza intergaláctico.

## Vida personal
Hartford se casó con Howard Hawks el 20 de febrero de 1953, en su casa de Hollywood, California. Se divorciaron en 1959. En 1972 se casó con Stuart Cramer III.
Era miembro de la Iglesia de Jesucristo de los Santos de los Últimos Días, a veces conocida como los mormones.